# María Esther Paonessa
María Esther Paonessa fue una actriz de cine, teatro y televisión argentina.

## Carrera
Hija del recordado actor de carácter José Antonio Paonessa, desde muy chica desarrolló su vocación interpretativa inspirada en sus orígenes. Se destacó en cinematografía principalmente durante la época de oro del cine argentino, junto a destacadas figuras de la escena nacional.
Allí participó en papeles secundarios en los films de 1938, Un tipo de suerte, con Carlos Morganti y Gloria Faluggi y Callejón sin salida con Elías Alippi y Maruja Gil Quesada. En 1941 trabajó en Napoleón, que tuvo como protagonistas a Pepe Arias, Elena Lucena y  Alita Román. Se despide de la pantalla grande con la comedia  de 1962, Cristóbal Colón en la Facultad de Medicina, protagonizada por José Marrone y Juanita Martínez.
Actriz dedicada enteramente al teatro, integró compañías de primeras figuras como Pepe Ratti, Francisco Chiarello, Pepita Muñoz, Raimundo Pastore, Luis Arata y Pepe Marrone, entre otros.

## Filmografía
- 1938: Un tipo de suerte.
- 1938: Callejón sin salida.
- 1941: Napoleón.
- 1962: Cristóbal Colón en la Facultad de Medicina.

## Televisión
- 1963: El pescador de sombras.[2]

## Teatro
- 1939: La hermana Josefina.
- 1940: El señor maestro.
- 1941: La novia perdida.
- 1947: Martín Fierro, estrenada en el Teatro Presidente Alvear, junto con Pedro Pompillo, Carlos Bianquet, Antonio Capuano, Miguel Coiro, Hilda Vivar, Pedro Tocci, Francisco Rullán y Pascual Carcavallo.[3]
- 1949: Allá en los tiempos del jopo, con Pepita Muñoz, Raimundo Pastore, Eloy Álvarez, Jesús Gómez, el cuarteto Los Ases y el cantor Ortega del Cerro.
- 1950: Cayó la Atómica en Casa. Estrenada en el Teatro Mitre con Leonor Rinaldi, Gerardo Chiarella, Vicente Formi, Patricio Azcarate, Jacinto Aicardi, María E. Lagos, Mabel Martino y Juan Sassano.
- 1954: El vivo vive del zonzo de Antonio Botta y Marcos Bronenberg, estrenado en el Teatro Boedo, y junto a un elenco compuesto por Agustín Miranda Castro, Oscar Freire, Iván Grondona, Betty Laurenz, Oscar Soldati, Pepe Ratti, Alicia Rojas, Mangacha Gutiérrez y Concha Sánchez.[4]
- ¡Que no lo sepa Nicola!, de Arsenio Mármol, con la compañía de Pepe Ratti, junto a un elenco en el que incluían a Alfredo Mileo, Cristina Valmar y Antonia Volpe.[5]
- 1961: La muchachada del centro, encabezada por José Marrone y Diana Maggi. Libro y letra de Ivo Pelay, y música de Francisco Canaro. Con Roberto Escalada, Enrique Dumas, Lalo Malcolm, Alberto Irízar, Isabel De Grana, entre otros.
- 1961: Buenos Aires de ayer.